# Michael Gershman
Michael Gershman (né le 17 juin 1944 à Saint-Louis au Missouri et mort le 10 mars 2018 à Malibu en Californie) est un directeur de la photographie et réalisateur pour la télévision.

## Biographie
Il a commencé sa carrière en 1977 en tant qu'assistant caméraman et a notamment travaillé sur Voyage au bout de l'enfer (1978), Blow Out (1981), 58 minutes pour vivre (1990) et Nous étions soldats (2002). Il est surtout connu pour son travail sur la série Buffy contre les vampires (10 épisodes réalisés entre 1998 et 2003 et directeur de la photographie sur 82 épisodes entre 1997 et 2001), pour lequel il a été nommé en 2000 à l'Emmy Award de la meilleure photographie pour une série à caméra unique (pour l'épisode Un silence de mort).

## Filmographie

### Réalisateur
- 1998 à 2003 : Buffy contre les vampires, 10 épisodes : La Boule de Thésulah, Au-dessus des lois, 314, Une revenante, partie 1, La Clé, La Quête, Sans issue, Rouge passion, Folles de lui et L'Armée des ombres
- 2002 à 2005 : Preuve à l'appui, 11 épisodes